# イブン・ユーヌス
イブン・ユーヌス（アラビア語 ابن يونس Ibn Yūnus、フルネームは   ابو الحسن علي بن ابي سعيد عبد الرحمن ابن يوسف الصدفي المصري  Abū'l-Hasan 'Alī b. Abī Sa'īd 'Abd al-Rahmān Ibn Ahmad Ibn Yūnus al-Ṣadafī al-Miṣrī、950年頃-1009年）はファーティマ朝時代に活躍したアラブ人の天文学者、占星術師である。
アラビアに生まれた、祖父は有名な学者のal-Sahfiであり、父親も歴史家、預言者ムハンマドの言行録『ハディース』の研究者であった。彼の時代はファーティマ朝の勃興期であり、ファーティマ朝がカイロを都に定めた時期であった。イブン・ユーヌスはファーティマ朝のカリフ、アズィーズとハーキムに天文学者として仕えた。カリフ・ハーキムが設立した『知識の館』（dār al-hikma）の天文観測所で研究に従事し、1007年にこれらの研究成果をまとめイブン・ユーヌスの最も重要な業績である恒星表『ハーキム大天文表』（al-Zīj al-Kabīr al-Hākimī）はカリフに献呈した。天文表の名前は献呈したカリフ・ハーキムに名前にちなむ。太陽・月・惑星の運動を計算した『ハーキム表』は19世紀になってサイモン・ニューカムによって観測結果と比較され、地球自転が永年にわたって少しずつ遅くなってきていること見出すのにもちいられた。
占星術師としても知られ、Kitab bulugh al-umniyya（『希望の達成について』?）を著した。